# Forner rogenc
El forner rogenc (Furnarius rufus) és un ocell Passeriforme de la família Furnariidae de l'est de l'Amèrica del Sud. És conegut pel seu característic niu de fang en forma de forn (característica compartida amb moltes espècies d'aquesta família). És l'ocell símbol de l'Argentina, on és anomenat de hornero («Au de la Pàtria», des de 1928).
Habita brolles, pastures, terres agrìcoles, i és trobat amb freqüència pròxim de nuclis urbans (construint nius sobre lluminàries, per exemple).
És endèmic del sud-est del Brasil, Bolívia, el Paraguai, l'Uruguai i Argentina septentrional i central (fins al nord de la Patagònia). Posseeix quatre subespècies acceptes.

## Noms populars

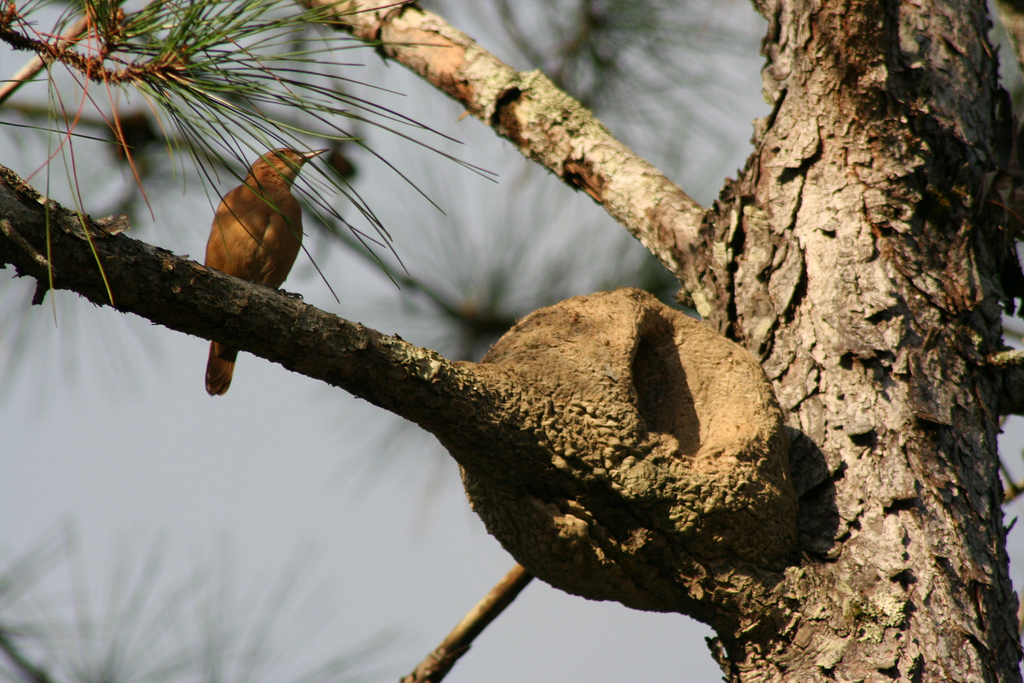
El niu d'aquesta espècie és una vista comuna a l'Argentina

- Argentina: hornero, casero o alonsito
- Brasil: joão-de-barro o forneiro